# Lucrezia Orsina Vizzana
Lucrezia Orsina Vizzana (3 luglio 1590 – 7 maggio 1662) è stata una cantante, organista e compositrice italiana.

## Biografia
Nel 1598 entrò nel convento Camaldolese di Bologna, conosciuto come convento di Santa Cristina della Fondazza. Fu istruita da sua zia Camilla Bombacci, organista del convento, e da Ottavio Vernizzi, suo maestro di musica ufficioso. L'opera di Vizzana è influenzata da uno stile moderno o Seconda pratica.
I mottetti di Vizzana furono pubblicati nel 1623 in Componimenti musicali de mottetti concertati a una e più voci. Si tratta principalmente di duetti e assolo con continuo e presentano altre caratteristiche dello stile moderno. Inoltre, molti conventi usavano mottetti per doppio coro come mezzo da sfruttare come dono musicale per le monache in reazione alle disposizioni del Concilio di Trento secondo cui le monache dovevano vivere confinate entro il convento. Ne è un esempio O invictissima Christi martir, Di Vizzana. Questo e altri pezzi della compositrice come Sonet vox tua in auribus cordis mei; Usquequo oblivisceris me in finem; O magnum mysterium; Ornaverunt faciem templi; Domine Dominus noster, Quam admirabile e Protector noster sono citati in Women Composers: Music trough the Ages di Martha Furman Schleifer e Sylvia Glickman. Tuttavia la musica di Vizzana riflette anche una pratica più antica di spiritualità femminile risalente al Tardo Medioevo, in contrapposizione alle nuove prassi religiose post-tridentine imposte alle donne. Molti dei suoi mottetti sono stati creati per i giorni di festa e riflettono i vari momenti liturgici, artistici e devozionali della vita del convento. Altri mottetti alludono ai conflitti interni e al declino che caratterizzò il convento dal 1620 in poi.
Nel 1622 una lettera anonima, inviata al Cardinale Arcivescovo Ludovico Ludovisi a Roma, denunciava molti scandali e questioni di convivenza legate a problemi interni al convento. Ne seguirono lunghe indagini che causarono molti conflitti interni fra le monache. Si scoprì che le inquietudini e le rivalità fra le monache erano causate dalla vita musicale del convento. Si è spesso creduto che lo stress dovuto alla conseguente agitazione avesse condotto Vizzana al ritiro precoce dall'attività musicale e alla sua instabilità mentale.